# Erebus ephesperis
Erebus ephesperis är en fjärilsart som beskrevs av Jacob Hübner 1827. Erebus ephesperis ingår i släktet Erebus och familjen nattflyn. Inga underarter finns listade i Catalogue of Life.

## Bildgalleri

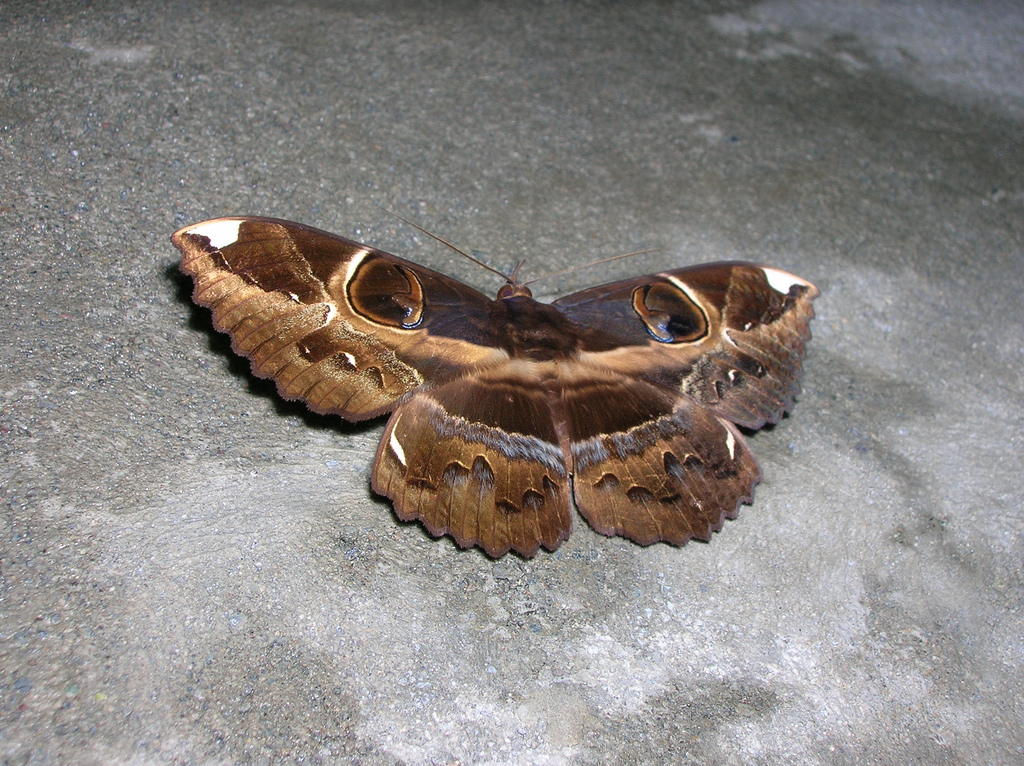
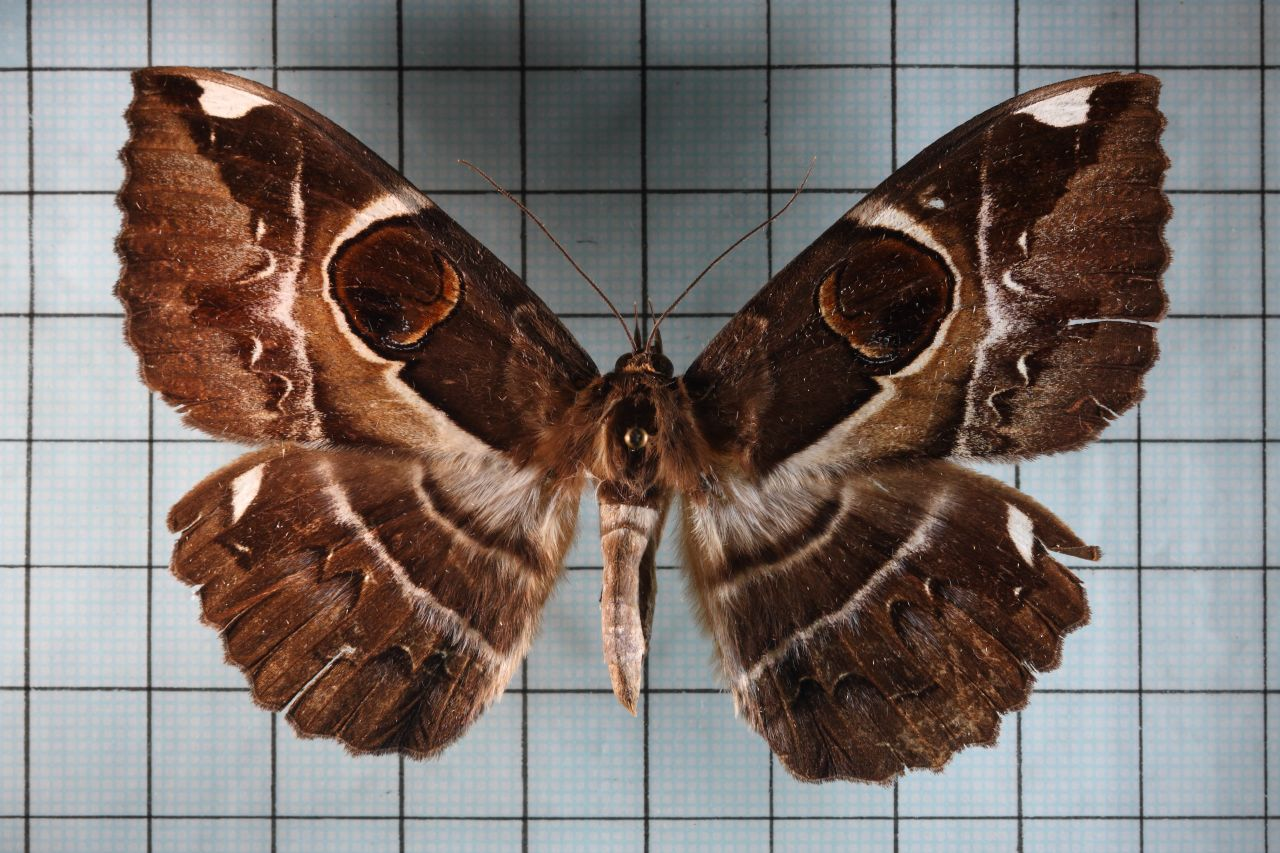